# Hipposideros maggietaylorae
Hipposideros maggietaylorae (Smith & Hill, 1981) è un pipistrello della famiglia degli Ipposideridi diffuso in Nuova Guinea.

## Descrizione

### Dimensioni
Pipistrello di medie dimensioni, con la lunghezza della testa e del corpo tra 57 e 80 mm, la lunghezza dell'avambraccio tra 50,4 e 67,2 mm, la lunghezza della coda tra 30 e 44 mm, la lunghezza del piede tra 9 e 17 mm, la lunghezza delle orecchie tra 13,5 e 22 mm e un peso fino a 26 g.

### Aspetto
La pelliccia è lunga e lanosa. Le parti dorsali sono bruno-grigiastre scure, mentre le parti ventrali sono bianco-grigiastre. È presente una fase interamente arancione. Le orecchie sono relativamente corte, rotonde e con l'estremità leggermente appuntita. La foglia nasale presenta una porzione anteriore piccola, larga e priva di foglie supplementari, una porzione posteriore con il margine superiore semi-circolare e con tre setti longitudinali che la dividono in quattro celle. Le membrane alari sono bruno-grigiastre. La coda è lunga e si estende leggermente oltre l'ampio uropatagio. 

### Ecolocazione
Emette ultrasuoni ad alto ciclo di lavoro sotto forma di impulsi a frequenza costante di 121–123 kHz.

## Biologia

### Comportamento
Si rifugia in gruppi fino a 50 individui all'interno di grotte, miniere, gallerie e talvolta nelle cavità degli alberi.

### Alimentazione
Si nutre di insetti catturati in volo tra la densa vegetazione.

## Distribuzione e habitat
Questa specie è diffusa in Nuova Guinea e nell'Arcipelago delle Bismarck.
Vive nelle foreste umide tropicali primarie e secondarie, nelle foreste di Sclerofille e in giardini rurali fino a 380 metri di altitudine.

## Tassonomia
Sono state riconosciute 2 sottospecie:
- H.m.maggietaylorae: Nuova Britannia, Nuova Irlanda;
- H.m.erroris (Smith & Hill, 1981): Nuova Guinea orientale, Waigeo, Salawati.

## Conservazione
La IUCN Red List, considerato il vasto areale, la tolleranza a diversi tipi di habitat e la popolazione presumibilmente numerosa, classifica H.maggietaylorae come specie a rischio minimo (Least Concern)).